# 熊本県道293号福連木都呂々線
熊本県道293号福連木都呂々線（くまもとけんどう293ごう ふくれぎとろろせん）は、熊本県天草市から天草郡苓北町に至る一般県道である。

## 概要
本線自体は連続しておらず、一般的な地図ではつながっていない。福連木側からは六本木橋まで（道路台帳番号1から3まで）で途切れており、町道六本木線、広域基幹林道、町道松浦河内線を経由することで都呂々側へ接続することができる。
道幅が狭く、落石や路肩崩壊箇所もある上、方向案内標識もないので（県道番号標識はある。）、福連木都呂々間を移動する場合は熊本県道24号本渡下田線と国道389号を通る方が無難である。

### 路線データ
- 起点：熊本県天草市天草町福連木（熊本県道24号本渡下田線交点）
- 終点：熊本県天草郡苓北町都呂々（熊本県道286号都呂々宮地岳線交点）

## 地理

### 通過する自治体
- 天草市
- 天草郡苓北町

### 交差する道路
| 交差する道路                | 市町村名 | 市町村名 | 交差する場所 | 交差する場所 |
| --------------------------- | -------- | -------- | ------------ | ------------ |
| 熊本県道24号本渡下田線      | 天草市   | 天草市   | 天草町福連木 | 起点         |
| 熊本県道286号都呂々宮地岳線 | 天草郡   | 苓北町   | 苓北町都呂々 | 終点         |

### 沿線
- 天草市役所 福連木出張所
- 都呂々川
- 苓北町役場 都呂々出張所